# Vicente Joaquín Osorio de Moscoso y Guzmán
Vicente Joaquín Osorio de Moscoso y Guzmán (ur. 10 stycznia 1756 w Madrycie, zm. 26 sierpnia 1816 tamże) – XII hrabia de Altamira, XV książę de Maqueda, XIII książę de Medina de las Torres, XV markiz de Astorga, także książę de Sessa, de Sanlúcar la Mayor, de Soma y de Baena, markiz de Leganés, de Ayamonte, de Villamanrique, de la Villa de San Román, de Almazán, de Poza, de Morata, de Mairena del Aljarafe, de Elche, de Monasterio, de Montemayor y del Águila, hrabia de Palamós, de Lodosa, de Arzarcóllar, de Villalobos, de Nieva, de Saltés, de Garcíez, de Vallehermoso, de Cantillana, de Monteagudo, de Cabra, de Trastámara i de Santa Marta, wicehrabia de Iznájar y barón de Bellpuig, Grand Hiszpanii. 
Hiszpański arystokrata związany z dworem króla Karola III, a następnie Karola IV, zarządca Banco de San Carlos, instytucji finansowej poprzedzającej obecny Bank Hiszpanii, mecenas sztuki. 

## Życiorys
Hrabia pochodził z jednej z najstarszych hiszpańskich rodzin arystokratycznych, był zamożną i wpływową na dworze osobą. Był synem hrabiego Ventury Osorio de Moscoso y Fernández de Córdoba, po którym odziedziczył liczne tytuły szlacheckie, i Marii Concepción Guzmán y Fernández de Córdoba. Jego rodzina była związana z dworem królewskim, gdzie zajmowała ważne stanowiska. Jego liczne tytuły szlacheckie i pokaźny majątek kontrastowały z niewielkim wzrostem hrabiego, co było źródłem kpin w jego otoczeniu.
W wieku 22 lat ożenił się z Maríą Ignacią Álvarez de Toledo y Gonzaga (1757–1795), córką markiza de Villafranca del Bierzo. Para pobrała się 3 kwietnia 1774 i doczekała się siedmiorga dzieci; jego dziedzicem został syn Vicente Isabel Osorio de Moscoso y Álvarez de Toledo. Krótko po ślubie hrabia odziedziczył fortunę po swoich rodzicach. Posiadał także imponującą kolekcję sztuki gromadzoną w jego rodzinie od pokoleń. Był członkiem Królewskiej Akademii Sztuk Pięknych św. Ferdynanda w Madrycie. Hrabiowie wspólnie otaczali artystów mecenatem (np. Agustín Esteve, Francisco Goya). 
Hrabia zlecił Venturze Rodríguezowi budowę neoklasycznego pałacu w Madrycie przy ulicy de la Flor. Ambitne plany architekta zostały ograniczone, Karol III miał zawiesić prace obawiając się, że majętny hrabia wybuduje rezydencję przyćmiewającą Pałac Królewski w Madrycie. 
Owdowiał w 1798 i w 1806 ożenił się z Marią Magdaleną Fernández de Córdoba y Ponce de León, z którą miał jednego syna.
Nowy król Ferdynand VII zachował hrabiego na jego stanowiskach, jednak po zamieszkach w Aranjuez w 1806 Altamira uciekł do Bajonny. W czasie wojny niepodległościowej (1807–1814) należał do rządzącej krajem Junty, a w latach 1808–1809 był jej prezydentem.

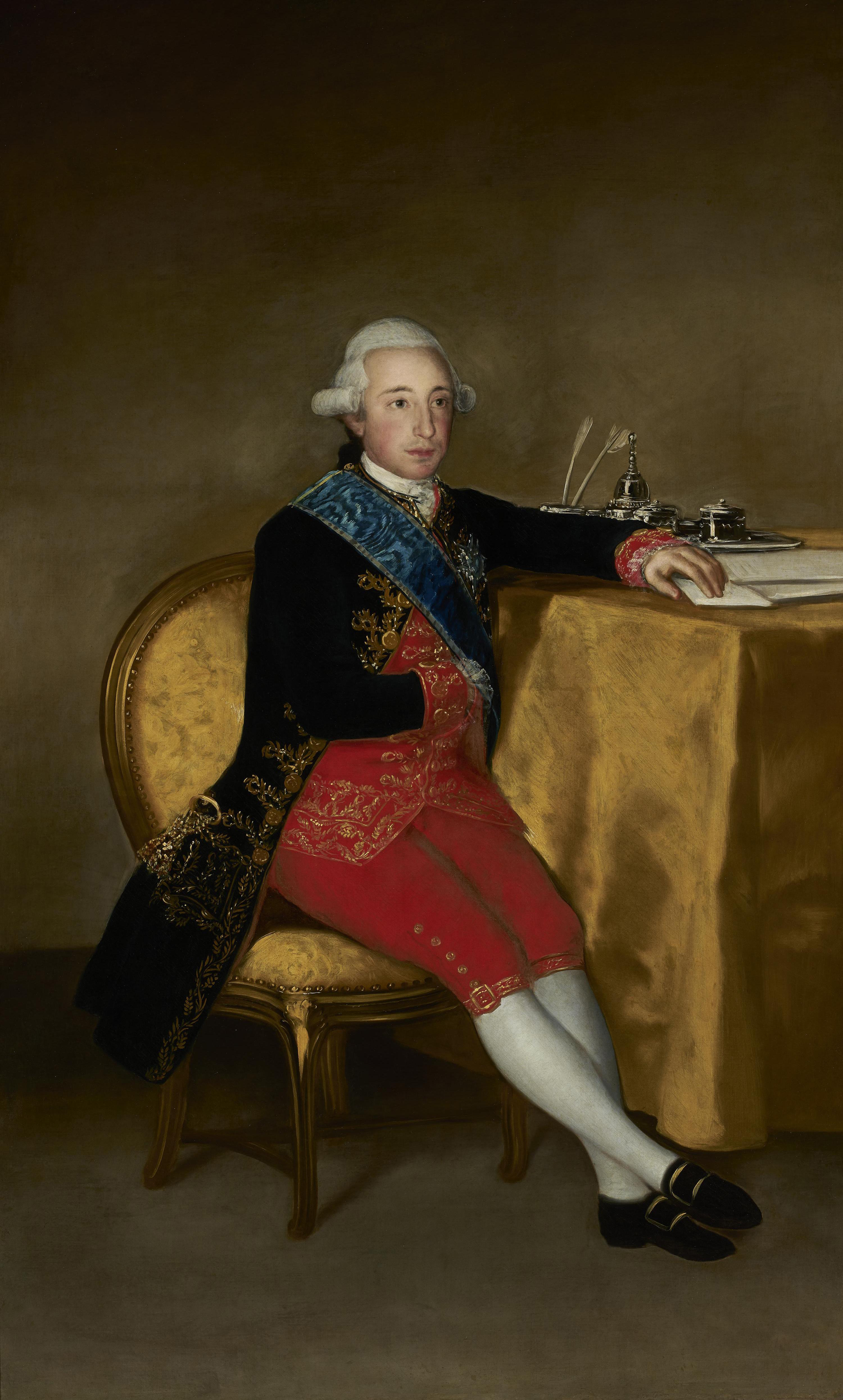
Portret hrabiego de Altamira pędzla Goi, 1787